# Maring-Noviand
Maring-Noviand là một đô thị ở huyện Bernkastel-Wittlich, trong bang Rheinland-Pfalz, Đô thị Maring-Noviand có diện tích 12,26 km², dân số thời điểm ngày 31 tháng 12 năm 2006 là 1496 người.